# 王西
王西（1920年10月—2005年10月19日），男，山西广灵人，中華人民共和國政治人物。

## 生平

### 民国时期
王西是山西省广灵县南村镇人。1936年4月，参加中华民族解放先锋队和牺盟会，次年参加山西省国民兵军官教导团。1940年加入中国共产党。曾任抗日决死二纵队扩军指导员，晋绥八分区离东县副科长，交城县政府财政科长。1948年9月至1950年2月，担任文水县县长、县委书记。

### 共和国时期
中华人民共和国成立后，历任绥远省政府人事室（局）副主任、副局长；绥远省委统战部办公室主任；陕坝行署专员；中共包头市委书记处书记、秘书长、包头市副市长；中共呼和浩特市委书记、市革委会副主任；内蒙古自治区计委主任、党组书记；1979年12月，当选为自治区人民政府副主席。
1981年3月，增选山西省人民政府副省长。后任省政府顾问兼省经委主任、党组书记；省职工思想政治工作研究会会长；山西省第六届人大常委会副主任；山西省第五届、第六届政协常务副主席、党组副书记。
2005年3月30日，在太原病逝，享年85岁。